# Thanh thực lục

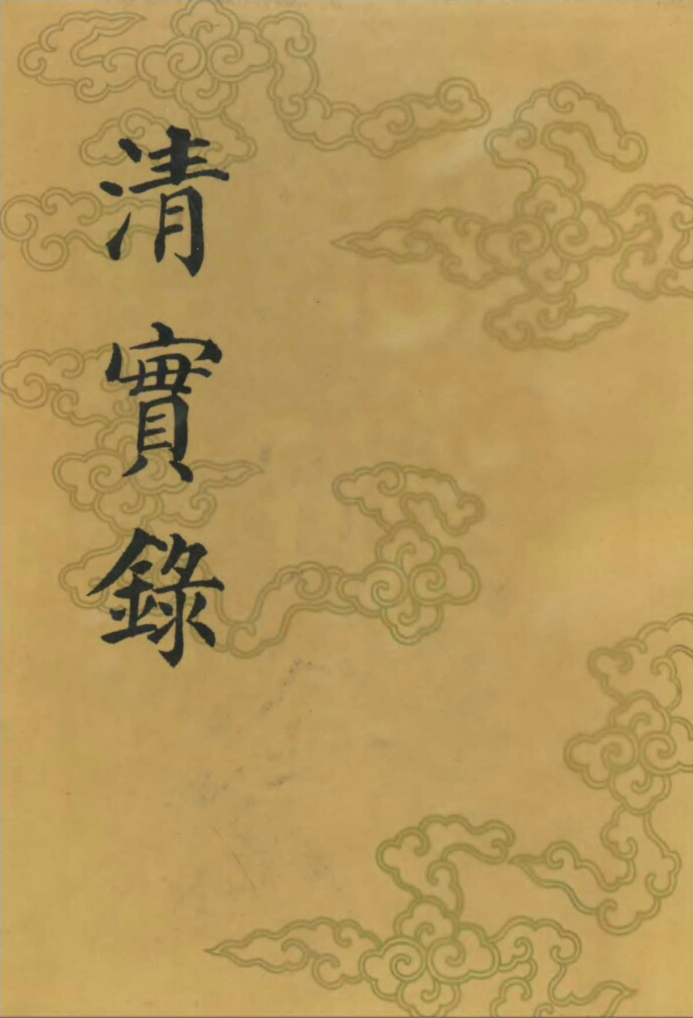
Bìa cuốn "Hồ sơ nhà Thanh"

Thanh thực lục (清實錄) toàn xưng là Đại Thanh lịch triều thật lục (大清歷朝實錄), là bộ biên niên sử viết về triều Thanh Trung Quốc. Thanh thực lục gồm 4.326 quyển, viết bằng văn ngôn và ghi chép các sự kiện lịch sử từ khi thành lập nhà Thanh cho đến vị hoàng đế cuối cùng là Phổ Nghi.

## Nội dung
| Thứ tự | Danh xưng                          | Danh xưng      | Số quyển | Thời điểm biên soạn | vua             | Chú thích                                           |
| Thứ tự | tiếng Việt                         | tiếng Trung    | Số quyển | Thời điểm biên soạn | vua             | Chú thích                                           |
| ------ | ---------------------------------- | -------------- | -------- | ------------------- | --------------- | --------------------------------------------------- |
| 1      | Mãn Châu thực lục                  | 滿洲實錄       | 8        | 1635                |                 | viết bằng tiếng Mãn Châu, văn ngôn và tiếng Mông Cổ |
| 2      | Thái Tổ Cao Hoàng đế thực lục      | 太祖高皇帝實錄 | 9        | 1655                | Nỗ Nhĩ Cáp Xích |                                                     |
| 3      | Thái Tông Văn Hoàng đế thực lục    | 太宗文皇帝實錄 | 65       | 1652                | Hoàng Thái Cực  |                                                     |
| 4      | Thế Tổ Chương Hoàng đế thực lục    | 世祖章皇帝實錄 | 144      | 1672                | Thuận Trị       |                                                     |
| 5      | Thánh Tổ Nhân Hoàng đế thực lục    | 聖祖仁皇帝實錄 | 300      | 1731                | Khang Hi        |                                                     |
| 6      | Thế Tông Hiến Hoàng đế thực lục    | 世宗憲皇帝實錄 | 159      | 1741                | Ung Chính       |                                                     |
| 7      | Cao Tông Thuần Hoàng đế thực lục   | 高宗純皇帝實錄 | 1500     | 1799                | Càn Long        |                                                     |
| 8      | Nhân Tông Duệ Hoàng đế thực lục    | 仁宗睿皇帝實錄 | 373      | 1824                | Gia Khánh       |                                                     |
| 9      | Tuyên Tông Thành Hoàng đế thực lục | 宣宗成皇帝實錄 | 476      | 1856                | Đạo Quang       |                                                     |
| 10     | Văn Tông Hiển Hoàng đế thực lục    | 文宗顯皇帝實錄 | 356      | 1866                | Hàm Phong       |                                                     |
| 11     | Mục Tông Nghị Hoàng đế thực lục    | 穆宗毅皇帝實錄 | 374      | 1879                | Đồng Trị        |                                                     |
| 12     | Đức Tông Cảnh Hoàng đế thực lục    | 德宗景皇帝實錄 | 597      | 1921                | Quang Tự        |                                                     |
| -      | Tuyên Thống chính kỷ               | 宣統政紀       | 69       |                     | Phổ Nghi        |                                                     |